# Eduard Sánchez Fàbregas
Eduard Sánchez Fàbregas   (Sallent, 15 de desembre de 1953) és un director i guionista amateur. De professió professor tècnic de Formació Professional, començà a fer pel·lícules el 1978 en un estil de cinema familiar, passant del gènere fantàstic al documental, després a l'animació amb Les joguines màgiques (1984) i finalment a la ficció.
Va millorar la tècnica del rodatge al costat del director Andreu Riera Alonso. Rebé el primer premi amb Una història prop del cardener (1984), concedit per l'Ajuntament de Cardona al millor documental de la vila. Suc de taronja (1985), fantasia-animació guanyadora de diversos premis, marcà un abans i un després en la seva filmografia. Dels anys 1995 a 1997 és secretari de la Unió de Realitzadors Cinematogràfics de Girona. El curtmetratge Tresimés (2000) fou guardonat amb el segon premi al VII Festival Estatal de Vídeo de Calella. El 2002, l'Auditori Narcís de Carreras de La Caixa li va dedicar un cicle de cinema i vídeo.

## Filmografia
- Girona, la ruta del tren (1998). Documental.[6][7]
- Sallent, el sentir d'un poble (2005). Documental.[8][9]